# 日本株主データサービス
日本株主データサービス株式会社（にほんかぶぬしデータサービス、英：Japan Stockholders Data Service Company, Limited）は、2009年1月の株券電子化制度移行後の証券代行業務におけるバックオフィスを担うことを目的に、2008年4月1日に三井住友信託銀行（旧・中央三井信託銀行）、みずほ信託銀行により共同設立された。三井住友信託銀行、みずほ信託銀行の持分法適用会社。

## 事業内容
主要な事業内容は、証券代行業務における株主名簿管理および特別口座管理にかかる事務の受託に関する業務、またこれらの業務遂行にかかるシステムの開発および運営に関する業務。

## 沿革
- 2008年4月1日 - 三井住友信託銀行（旧・中央三井信託銀行）、みずほ信託銀行により共同設立[1]。
- 2009年1月1日 - 株券電子化制度開始とともに三井住友信託銀行（旧・中央三井信託銀行）、みずほ信託銀行、東京証券代行の証券代行業務を受託し本格的に事業を開始[1]。
- 2013年1月 - 三井住友信託銀行から旧・住友信託銀行の証券代行業務を受託。日本証券代行の証券代行業務を受託[1]。

## 不祥事

### 株主総会の議決権行使書の不適切処理
- 2020年9月23日、当社が事務処理を担っていた三井住友信託銀行が受託した約1,000社で株主総会の議決権行使を巡り、期限当日に届いた議決権行使書を集計から外すといった不適切処理を行っていたと各メディアが報じた[2]。
- 2020年9月24日、みずほ信託銀行が受託した約400社でも上記同様の不適切処理を行っていたと各メディアが報じた[3]。

上記の不適切処理は、約20年間にわたり行われてきたと報道されており、当社設立前より不適切処理が行われていた。
2020年9月24日に三井住友信託銀行とみずほ信託銀行はこの件についての調査結果を公表した。
三井住友信託銀行、東京証券代行、日本証券代行が受託した株主総会の議決権行使集計業務を三井住友トラストTAソリューションに委託し、同社は当社に集計業務を再委託していた。2020年5月から7月に開催された株主総会のうち、三井住友信託銀行受託分で891社、東京証券代行受託分で38社、日本証券代行受託分で46社の合計975社で不適切処理が行われていたとしている。
みずほ信託銀行も三井住友信託銀行などと同様に、議決権行使書集計業務を含む証券代行業務に関する事務を当社へ委託しており、2020年6月1日から7月31日の間に株主総会を開催した371社で不適切処理が行われたとしている。